# 1947 au Yukon
Chronologie du Yukon
- 1943
- 1944
- 1945
- 1946
- 1947
- 1948
- 1949
- 1950
- 1951

Cette page concerne des événements d'actualité qui se sont produits durant l'année 1947 dans le territoire canadien du Yukon.

## Politique
- Chef exécutif : George A. Jeckell (jusqu'au 18 septembre) puis John Edward Gibben (en)
- Législature : 13e puis 14e

## Événements
- La circonscription fédérale du Yukon sera fusionné en joindrant une partie des Territoires du Nord-Ouest qui s'appellerait Yukon—Mackenzie River pour la prochaine élection fédérale.
- 13 février : Dix-huitième élection générale yukonnaise (en).

## Naissances
- 1er janvier : Johnny Abel (en), député territoriale de Vuntut Gwitchin (1992-1995) († 13 octobre 1995)
- 8 janvier : Kathie Nukon (en), députée territoriale d'Old Crow (1982-1985).
- 10 mars : Grafton Njootli (en), député territoriale d'Old Crow (1978-1982) († 20 juin 1999)

## Décès
- 16 avril : William Geddes (en), prêtre (º 18 février 1894)